# Gekko verreauxi
Espèce
Gekko verreauxi est une espèce de geckos de la famille des Gekkonidae.

## Répartition
Cette espèce est endémique des îles Andaman en Inde.

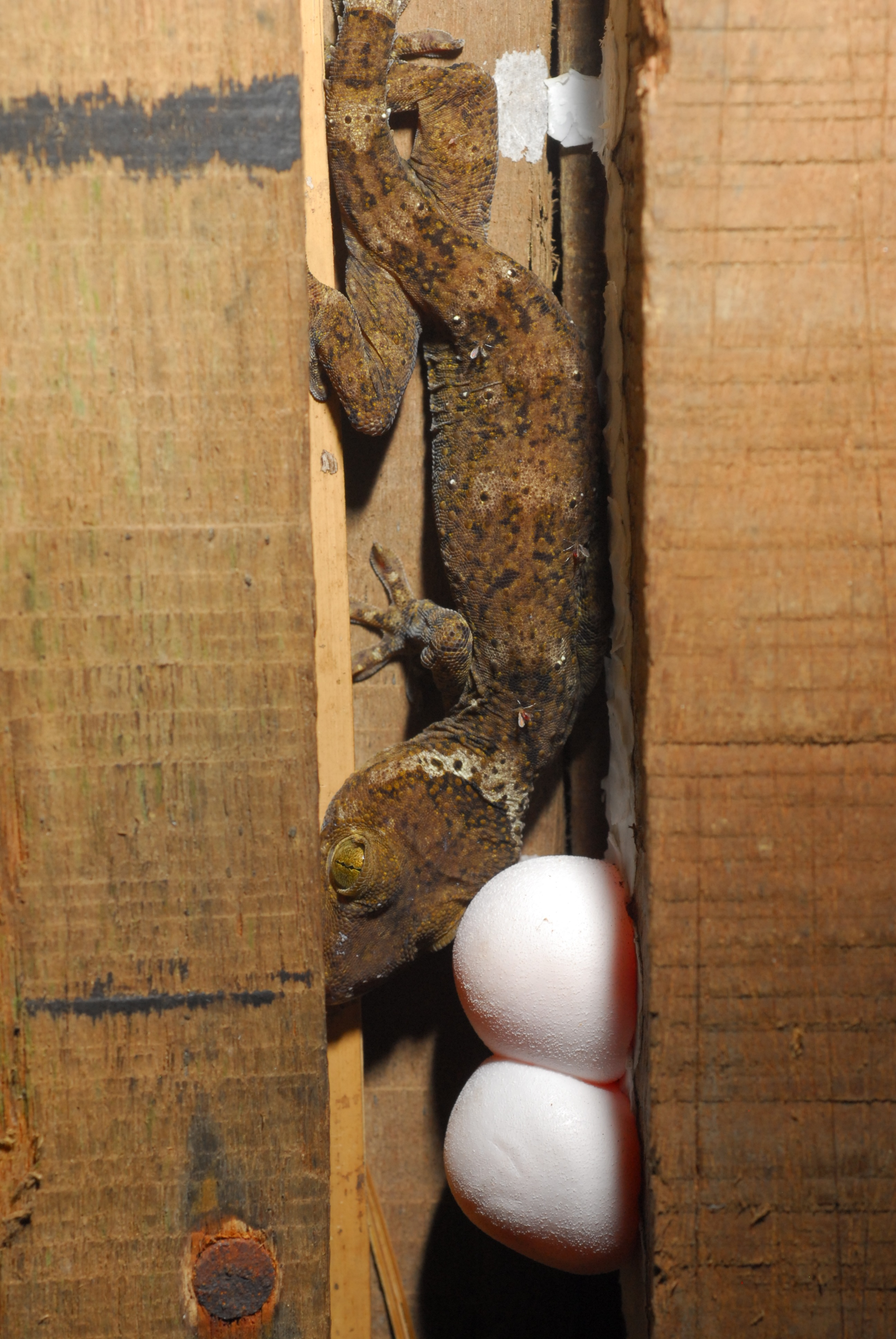

## Étymologie
Cette espèce est nommée en l'honneur de Jules Verreaux.

## Publication originale
- Tytler, 1865 "1864" : Observations on a few species of geckos alive in the possession of the author. Journal of the Asiatic Society of Bengal, vol. 33, p. 535-548 (texte intégral).